# Muara Lingsing
Muara Lingsing is een bestuurslaag in het regentschap Lahat van de provincie Zuid-Sumatra, Indonesië. Muara Lingsing telt 226 inwoners (volkstelling 2010).